# Felsbachtal
Das Naturschutzgebiet Felsbachtal liegt im Saarpfalz-Kreis im Saarland.

## Beschreibung
Das etwa 11 ha große Gebiet, das im Jahr 1992 unter Naturschutz gestellt wurde, befindet sich in der Gemarkung des homburger Stadtteils Jägersburg. Es erstreckt sich vom Brückweiher in Jägersburg etwa 1,5 km in nordwestlicher Richtung als schmaler Streifen entlang des Felsbachs, der am Brückweiher in den Erbach mündet.

## Schutzzweck
Schutzzweck des Naturschutzgebiets Felsbachtal ist die Erhaltung des naturnahen Bachlaufs und seiner seltenen und bedrohten Lebensgemeinschaften, die auf nährstoffarme Nassstandorte angewiesen sind. Dazu gehören Weiden-Faulbaum-Gebüsch, Seggenried, Hochstaudenflur und Pfeifengraswiese. Sie sind der Lebensraum einer Vielzahl von Pflanzen und Tieren, darunter seltene und gefährdete Arten.

Felsbachtal
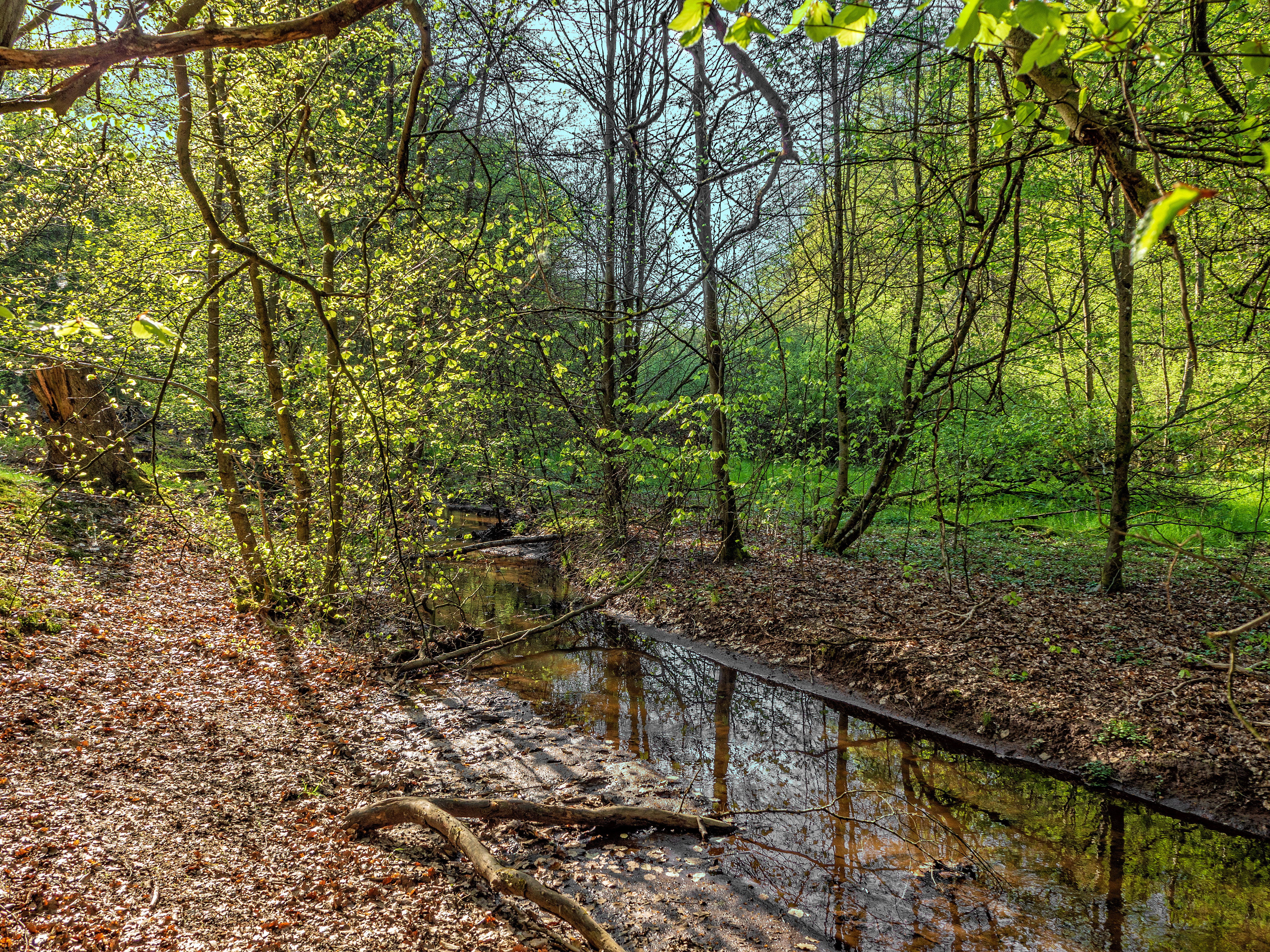
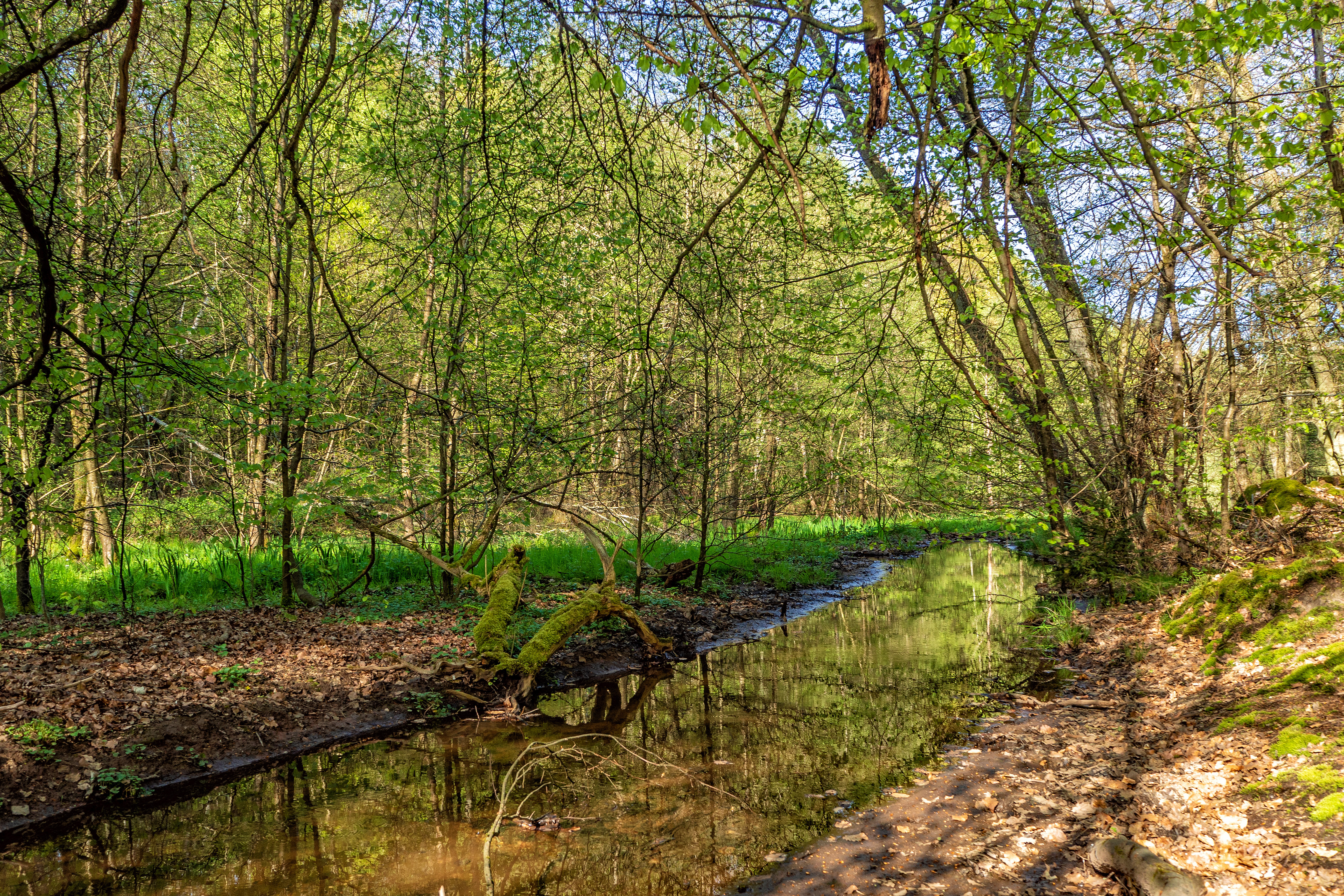